# Meleon guineensis
Meleon guineensis là một loài nhện trong họ Salticidae.
Loài này thuộc chi Meleon. Meleon guineensis được Lucien Berland & Millot miêu tả năm 1941.